# Javier Mazariegos
Javier Mazariegos Gallego, né en 1951, est un homme politique espagnol du Parti Populaire.  

## Carrière politique
Javier Mazariegos Gallego est l'actuel maire de Villalón de Campos et compte a une longue carrière politique notamment consacrée aux thèmes de l'agriculture et de l'élevage. Depuis 1987 il est un des représentants des maires dans l'institution provinciale de Valladolid. C'est aussi un des membres fondateurs de la intercommunalité "Zone Nord" dont il est président.
Dans les élections municipales de 2007 il obtient revalider la majorité absolue par troisième fois consécutive. Pour cette législature a proposé comme objectif principal l'implantation d'industries qui renforcent le développement économique de Villalón de Domaines, puisqu'il s'agit d'une zone avec un bas niveau d'industries. La construction d'une moderne usine de recyclage de matière plastique sera un des premiers projets qui confirment ces objectifs de ce qui est edil.

## Vie privée
Javier Mazariegos Gallego est marié et a 3 enfants.